# 吴岭水库
吴岭水库是中国湖北省荆门市京山县境内的一座水库，位于天门河支流东河上，建于1962年。水库正常库容为4390万立方米，集雨面积为102平方千米，海拔为64米。